# Sergentomyia gibsoni
Sergentomyia gibsoni är en tvåvingeart som beskrevs av Lewis och Dyce 1989. Sergentomyia gibsoni ingår i släktet Sergentomyia och familjen fjärilsmyggor. Inga underarter finns listade i Catalogue of Life.
Artens utbredningsområde är Queensland, Australien.